# Soma唱片
索玛唱片（直译：「索玛品质唱片」）是一家位于苏格兰格拉斯哥的独立唱片公司，由电子音乐二人组Slam、戴夫·克拉克（Dave Clarke）和格伦·吉本斯（Glenn Gibbons）于1991年共同创立。该厂牌以发行Slam、杰夫·米尔斯的早期作品、Silicone Soul的歌曲《Right On Right On》、Funk D’Void、Felix da Housecat 的早期曲目《Clashback》、蠢朋克的曲目《Da Funk》的原始黑胶唱片版本等而闻名。

## 历史
索玛唱片最出名的作品是1995年发行的蠢朋克单曲《Da Funk》黑胶唱片版本。